# Ansar al-Khilafah Brasilien
Ansar al-Khilafah Brasilien (wörtlich „Anhänger des Kalifats von Brasilien“) oder Islamischer Staat in Brasilien oder ISIS-BRS, in Arabisch: أنصار الخلافة البرازيل, war eine im Jahr 2016 gegründete Terroristische Gruppierung in Brasilien. Sie hatte den Plan, in Brasilien einen „Islamischen Staat“ zu etablieren. Die Gruppierung machte einen Treueschwur auf den islamischen Staat. Die Gruppierung hatte circa 40 Mitglieder.

## Geschichte
Die Gruppierung wurde bekannt, nachdem sie die Olympischen Sommerspiele 2016 in Rio de Janeiro mit Anschlägen bedrohte. Im selben Monat wurden 10 Mitglieder verhaftet. Die restlichen Mitglieder wurden an der Grenze zu Paraguay festgenommen, als sie für einen Anschlag eine Kalaschnikow kaufen wollten. Im Jahr 2018 versuchte die Gruppe, sich als Geheimbund wieder zu etablieren, wobei alle 11 Mitglieder verhaftet wurden, nachdem WhatsApp-Nachrichten zwischen ihnen an die brasilianische Polizei weitergegeben wurden.  Die Gruppierung wurde im Jahr 2018 offiziell aufgelöst.